# Cylindroleberidinae
Cylindroleberidinae is een onderfamilie van kreeftachtigen uit de klasse van de Ostracoda (mosselkreeftjes).

## Geslachten
- Archasterope Poulsen, 1965
- Asteropina Strand, 1928 †
- Bathyleberis Kornicker, 1975
- Bruuniella Poulsen, 1965
- Cylindroleberis Brady, 1867
- Diasterope Kornicker, 1975
- Dolasterope Poulsen, 1965
- Domromeus Kornicker, 1989
- Empoulsenia Kornicker, 1975
- Heptonema Poulsen, 1965
- Homasterope Kornicker, 1975
- Monasterope Kornicker, 1991
- Parasterope Kornicker, 1975
- Philippiella Poulsen, 1965
- Polyleberis Kornicker, 1974
- Postasterope Kornicker, 1986
- Prionotoleberis Kornicker, 1974
- Skogsbergiella Kornicker, 1975
- Synasterope Kornicker, 1975
- Xandarasterope Kornicker in Kornicker & Poore, 1996
- Xenoleberis Kornicker, 1994